# Nuit étoilée (Munch)
Nuit étoilée (norvégien : Stjernenatt) est un tableau du peintre expressionniste norvégien Edvard Munch réalisé en 1893. Ce paysage nocturne représente la côte d'Åsgårdstrand, station balnéaire proche d'Oslo, où Munch a passé ses étés à la fin des années 1880. Dans ce tableau, Munch montre la vue depuis la fenêtre de l'hôtel où il a connu l'amour pour la première fois.